# 헹가메 가지아니
헹가메 가지아니(페르시아어: هنگامه قاضیانی, 영어: Hengameh Ghaziani, 1970년 5월 20일 ~ )는 이란의 배우이다. 파즈르 국제 영화제 크리스털 시무르그 여우주연상 2회(2008, 2012) 수상자이다.